# Flash! (revista)
A FLASH! é uma revista semanal portuguesa sobre sociedade, pertencente ao grupo Medialivre. O primeiro número foi publicado a 6 de junho de 2003. Desde 2017, a revista é publicada apenas em formato digital.

## Histórico
A primeira diretora desta publicação foi Maria Júlia Santos, aquando da saída desta da revista no ano de 2009, foi substituída por Luísa Jeremias.
Desde 2013 produz, em parceria com a CMTV, o programa televisivo Flash!Vidas, sobre o mesmo tema, transmitido por aquele canal.
A publicação passou a ser lida apenas no digital, no início de 2017. A última edição impressa saiu a 29 de dezembro de 2016.
Treze anos depois do seu lançamento, a revista Flash! deixou de estar nas bancas a 29 de dezembro de 2016, dia em que saiu a sua última edição impressa, migrando em exclusivo para o mundo digital no início de 2017, com um novo site.
Desde 2017, a direção editorial está concentrada na Cofina Media, que desde 2023, designa-se Medialivre, juntamente com as publicações Correio da Manhã, CMTV, Jornal de Negócios, Sábado, Record, TV Guia, Máxima e Aquela Máquina.
De acordo com o NetAudience, em outubro e novembro de 2021, a revista liderou o ranking de meio de comunicação social com maior alcance digital em Portugal, sucedendo à TVI.

## Formato
Revista semanal de sociedade. Com uma forte componente de eventos sociais, conta histórias do jet set nacional e internacional, relata acontecimentos e faz reportagens relacionados com o mundo dos famosos. Entrevista os protagonistas do momento do mundo social, do cinema, televisão, política, desporto e finanças. A Flash! possui ainda um “caderno” especial de Lifestyle, com dicas, sugestões de vida prática e moda.